# Gabriella Saraivah
Gabriella Saraivah (Río de Janeiro; 11 de septiembre de 2004) es una actriz, cantante  y youtuber brasileña. Comenzó en televisión como Miluce en la telenovela Avenida Brasil (2012), ganó a la popularidad por interpretar a Tati en Chiquititas (2013-2015). Más tarde, interpretó a Zoe Santore (2ª Fase) en Apocalipse (2017) y como Inês Ferreira dos Santos (adolescente) en Éramos seis (2019).

## Carrera
Su carrera artística comenzó cuando tenía sólo 2 años. Apareció en varias campañas publicitarias y cuando cumplió 3 años comenzó hacer clases de teatro. También tiene su canal de YouTube, en el que se publicó su primer video en el año 2009.
Debutó de 2012 en la telenovela de TV Globo Avenida Brasil como Miluce, hija del personaje de la actriz Vera Holtz. En 2013, interpretó en la adaptación brasileña Chiquititas, emitido en SBT. Fue este papel que ella hizo ganar más conocida.
En 2015, regreso participa en la telenovela de TV Globo A través del tiempo como Clara. En 2016, comenzó una gira con el musical en los Kids Music Festival.
En 2017, ella participó en el concurso de danza Dancinha dos Famosos del programa Domingão do Faustão.
En 2019, interpretó como Melissa en la serie de Disney Channel Juacas y como la adolescente Inês Ferreira dos Santos en la telenovela TV Globo Éramos seis.
En 2022, interpretar a Carol Garcia en la serie de Disney+ Tudo Igual… SQN, se estrenó la primera temporada se estrenó el 25 de mayo del mismo año. Una segunda temporada se estrenó el 27 de septiembre de 2023.
En 2023, se hizo su debut en el cine de la película comedia y romántica estadounidense La otra Zoey como Francesca.

## Filmografía
| Año           | Título               | Personaje                              | Notas         |
| ------------- | -------------------- | -------------------------------------- | ------------- |
| 2007          | Dancinha dos Famosos | Ella misma                             |               |
| 2012          | Avenida Brasil       | Miluce «Milu»                          |               |
| 2013-2015     | Chiquititas          | Tatiane Gomes «Tati»                   | [ 10 ] [ 11 ] |
| 2015          | A través del tiempo  | Clara                                  |               |
| 2016-2017     | A Cara do Pai        | Julia Paiva                            |               |
| 2017          | Apocalipse           | Zoe Santero (2ª Fase)                  |               |
| 2019          | Juacas               | Melissa «Mel»                          |               |
| 2019          | Éramos seis          | Inês Ferreira dos Santos (adolescente) |               |
| 2022-presente | Tudo Igual... SQN    | Carol Garcia                           | Protagonista  |
| 2023          | La otra Zoey         | Francesca                              | Película      |